# 전인권과 안 싸우는 사람들
《전인권과 안 싸우는 사람들》은 2004년 11월 13일에 발매한 대한민국의 음악가 전인권의 네 번째 음반이다. 이 음반의 수록곡에는 〈걱정 말아요 그대〉가 들어있다.

## 배경
2004년 여름에 있었던 인터뷰에서 전인권은 이번 신작이 "우리의 멋을 살린 록 음반"이 될 것이라며 많은 기대를 부탁했다. 언급대로 그의 새 음반 《전인권과 안 싸우는 사람들》은 지난 음반 《다시 이제부터》의 다소는 실망스러웠던 다운 템포적 무드에서 벗어나 예전 그를 정의했던 주요 키워드인 "생생한 현장의 목소리"를 전면 부활시킨 역작으로 일신된 면모를 들려준다.
그러면서도 음의 동선 전체를 조감할 줄 아는 심미안을 십분 발휘, 대가의 공력을 마음껏 방사한다. 마치 사금피리마냥 깊숙이 배어있는 음악적 아우라를 통해 듣는 이들의 청감수성을 부드럽게 포박한 뒤, 진한 뒷맛을 남기고 사라지는 농익은 솜씨는 그 중에서도 압권. 전성기의 활력과 현재의 여유로움이 바로 이 지점에서 서로를 녹이며 동체가 된다.

## 걱정 말아요 그대
〈걱정 말아요 그대〉는 《전인권과 안 싸우는 사람들》에 타이틀 곡으로 담겨 처음 출시되었는데, 당초 김장훈이 부를 뻔 했지만, 김장훈의 음반 발매가 늦어져 전인권이 부르게 됐다.

## 수록곡
| #   | 제목                                    | 작사      | 작곡    | 재생 시간 |
| --- | --------------------------------------- | --------- | ------- | --------- |
| 1.  | 〈사랑하세요 그대〉                     | 전인권    | 전인권  | 4:56      |
| 2.  | 〈걱정말아요 그대〉                     | 전인권    | 전인권  | 4:41      |
| 3.  | 〈모두 다 사랑하리〉                    | 김정선    | 김수철  | 4:53      |
| 4.  | 〈기억하는지...(눈이 내리네 그때처럼)〉 | 전인권    | 전인권  | 5:34      |
| 5.  | 〈나는 이상해〉                         | 전인권    | 전인권  | 4:12      |
| 6.  | 〈기다려 너!〉                          | 전인권    | 외국곡  | 4:43      |
| 7.  | 〈그러나...안 싸우는 사람들〉           | 전인권    | 외국곡  | 4:16      |
| 8.  | 〈미인〉                                | 신중현    | 신중현  | 3:53      |
| 9.  | 〈초생달〉                              | 전인권    | 전인권  | 4:25      |
| 10. | 〈그대여〉                              | 이연승    | 전인권  | 0:31      |
| 11. | 〈사람〉                                | 외국곡    | 외국곡  | 3:44      |
| 12. | 〈I Need You To Turn To〉               | 버니 토핀 | 엘튼 존 | 3:08      |
| 13. | 〈달리고 있다〉                         | 전인권    | 전인권  | 5:05      |
| 14. | 〈늦지 않았습니다〉                     | 전인권    | 전인권  | 3:41      |
| 15. | 〈사랑한 후에 2004〉                    | 전인권    | 외국곡  | 7:50      |
| 16. | 〈지금의 나〉                           | 전인권    | 전인권  | 3:09      |